# Programa Langlands
O programa Langlands é uma série de conjecturas de alto impacto sobre relações entre teoria dos números e geometria. As conjecturas buscam relacionar grupos de Galois, na teoria dos números algébricos, com formas automórficas e com a teoria de representação de grupos algébricos sob campos locais e adeles. Foi proposto por Robert Langlands (1967-1970) e é amplamente considerado como o maior projeto de pesquisa matemática moderna, sendo descrito por Edward Frenkel como "um tipo de teoria unificadora da matemática".